# Елин-Пелин (город)
Елин-Пелин (болг. Елин Пелин) — город в Болгарии. Находится в Софийской области, входит в общину Елин-Пелин. Население составляет 7349 человек (2022).

## История
В 1888 году через селение, тогда именовавшееся Новосельцы, прошла железнодорожная линия София - Саранбей, сооружение здесь железнодорожной станции способствовало развитию селения.
В 1950 году Новосельцы были переименованы в Елин-Пелин в честь писателя-сатирика Елина Пелина, родившегося в соседнем селе Байлово.
В конце 1957 года был введен в эксплуатацию построенный по проекту из СССР завод огнеупорных материалов с механизацией основных производственных процессов. Продукция завода обеспечивала потребности металлургической, цементной и стекольной промышленности Болгарии. В 1960 году село Елин-Пелин получило статус города.
Город-побратим города Наро-Фоминск Московская область

## Политическая ситуация
Кмет (мэр) общины Елин-Пелин — Ивайло Петров Симеонов (ВМРО) по результатам выборов.

## Известные уроженцы
- Христо Трайков (р.1947) — борец, трёхкратный чемпион Европы

## Галерея

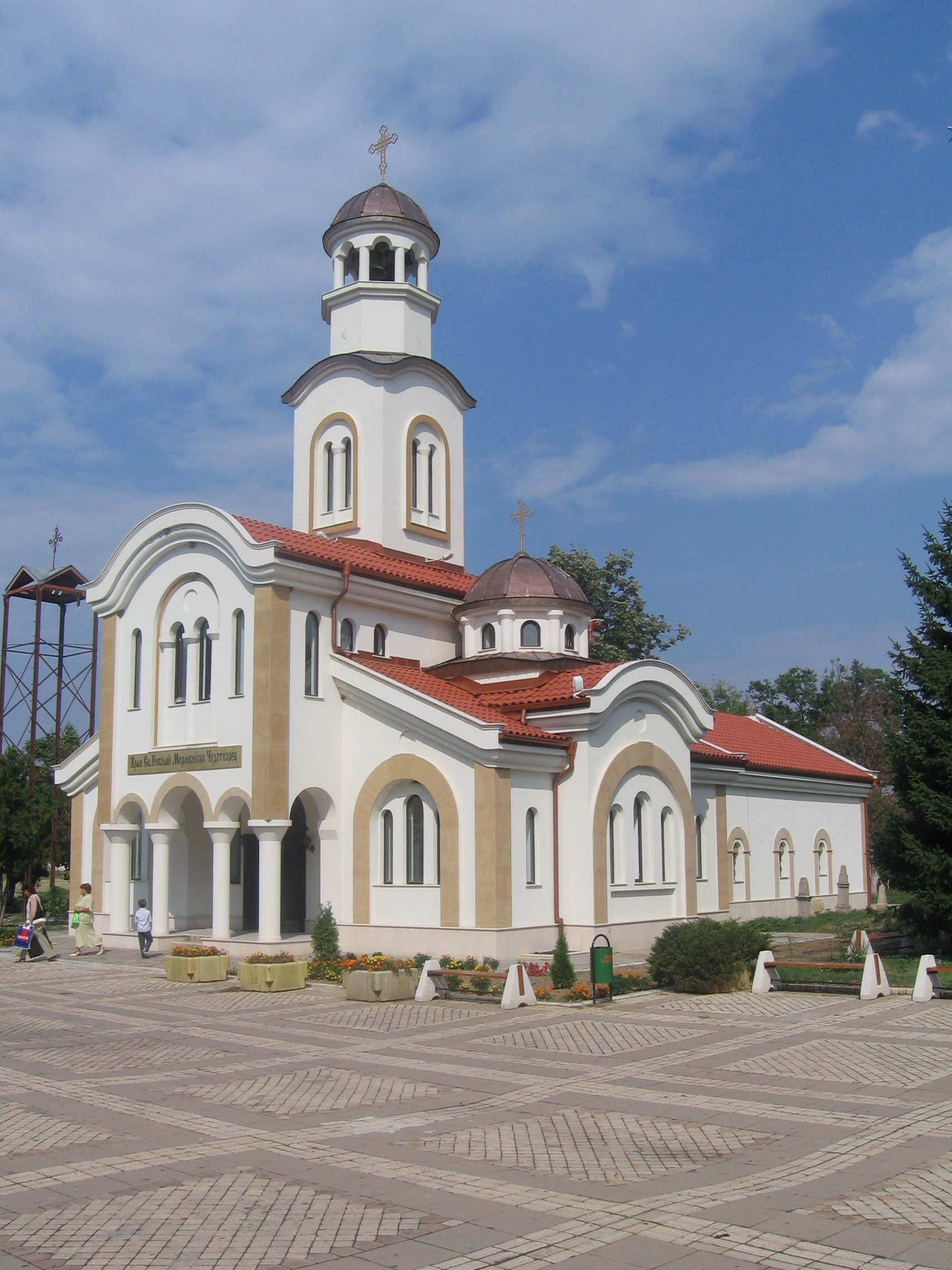
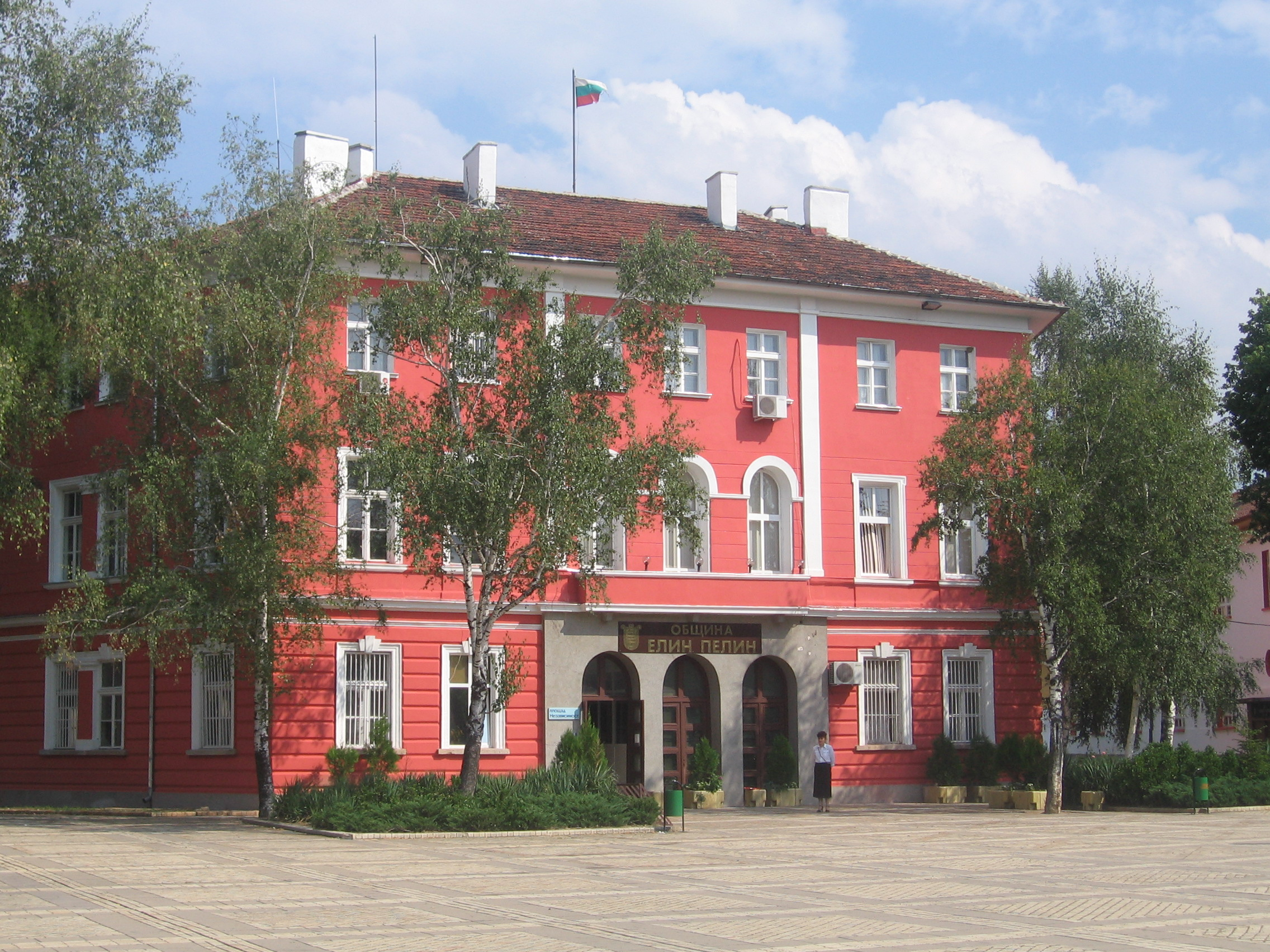
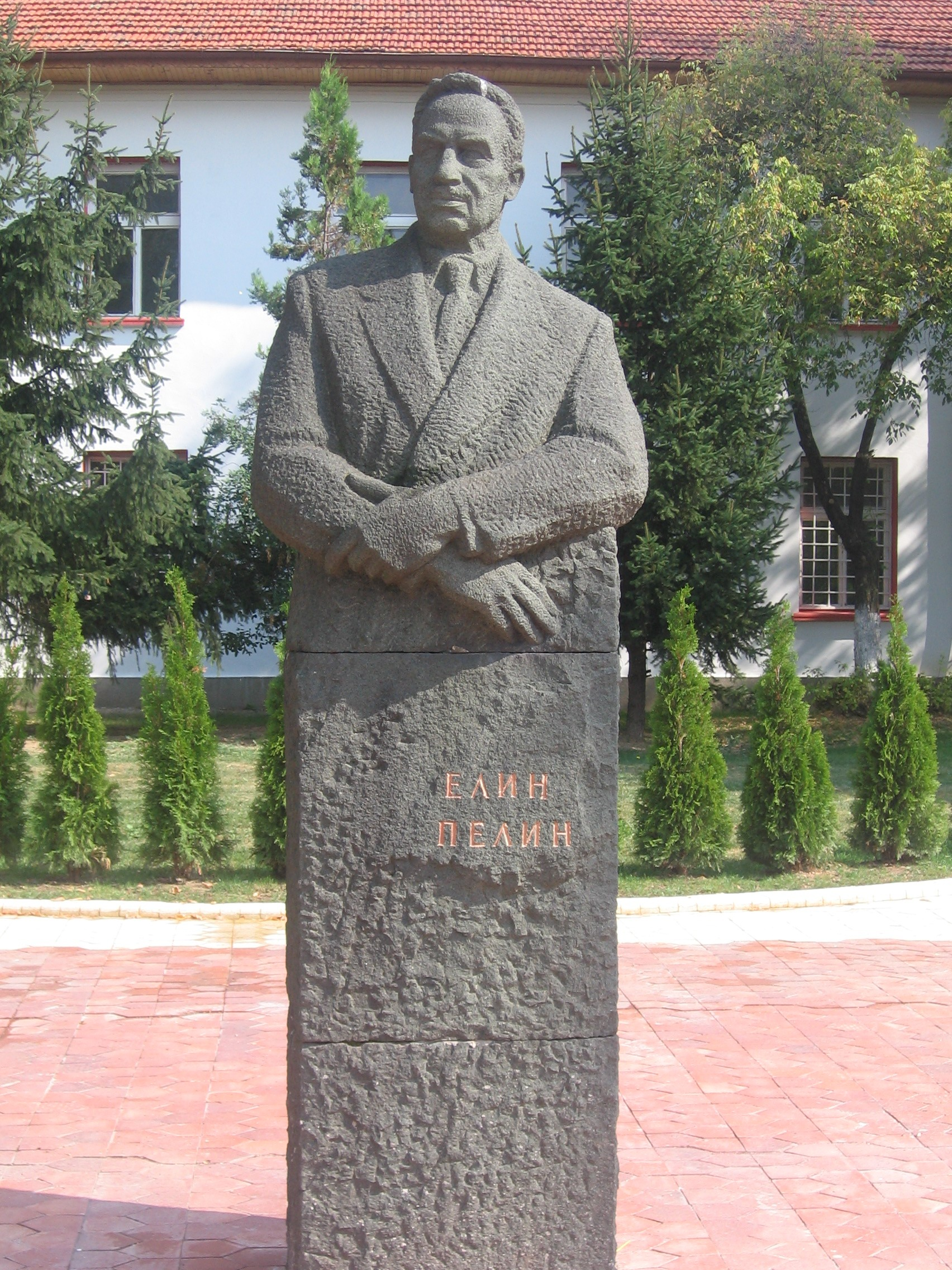